# Ясон Ферський
Ясон Ферський (грец. Ἰάσων ὁ Φεραῖος) — тиран міста Фери у Фессалії з 388/385 до 370 року до н. е., правив після свого брата Поліалка та батька Лікофрона I

## Біографічні відомості
Успадкувавши владу Ясон найняв 6000 вояків, за допомогою яких змусив найбільші міста Фессалії до союзу з ним. Також він підкорив племена мараків, долопів та молосського царя Алкета в Епірі. Також Ясон зумів змусити підкоритися правителя Фарсалу Полідама. Правитель Фер уклав угоду із Фівами та іншими міста Середньої Греції проти Спарти. Внаслідок цього військова могутність тирана Фер Ясона зросла настільки, що він домігся обрання себе тагосом (племінним вождем) Фессалії (375 рік до н. е.) Ясон надав цій посаді монархічного вигляду, використавши її для зміцнення та розширення свого панування не тільки у Фессалії, але й у Середній Греції. Також Ясон уклав мирний договір з Афінами та у 373 році до н. е. вступив до їх морського союзу. При цьому Ясон намагався зберігати мирні стосунки і зі Спартою. Після перемоги Фів над Спартою при Левктрах у 371 році до н. е. Ясон прибув на допомогу Фівам зі своїми найманцями. При цьому він виступив посередником мирних перемовин між Фівами та Спартою, не бажаючи посилення першої та остаточного знищення останньої.
Після цього Ясон напав на фокейців та захопив фортецю Гераклеї Трахінійської. Цю територію він передав своїм союзникам ойтайцям та мамійцям. В 371 році до н. е. македонський цар Амінта III вимушений був визнати свою залежність від Ясона у вигляді союзу. Ясон значно збільшив своє військо — до 8000 вершників та 20000 гоплітів, а також мав багато легкоозброєних вояків. В місті Пагаси Ясон побудував власний флот. В 370 році Ясон вирішив зайняти Дельфи та очолити Піфійський ігри, як перший крок для офіційного набуття статусу гегемона та захисника Еллади. Але ще до початку Піфійських свят Ясона було вбито заколотниками з числа його гвардії. Владу над Ферами перейняли брати Ясона — Полідор та Поліфрон.

## Родина
Діти:
- Лікофрон
- Тісіфон
- Піфолай
- Фіва, дружина правителя Фер Олександра